# パラノイドパーク
『パラノイドパーク』（Paranoid Park）は、ガス・ヴァン・サント監督による2007年のアメリカ合衆国・フランス合作の映画。

## あらすじ
高校生のアレックス（ゲイブ・ネヴァンス）は、スケートボードに夢中になっている。ある日の夜中、アレックスが無人の貨物列車に乗って遊んでいると、警備員が彼を見つける。アレックスは咄嗟に警備員をスケートボードで叩いてしまい、線路に落ちた警備員は命を落とす。後日、捜査のために刑事がアレックスの高校にやって来て、彼を動揺させる。やがてアレックスは恋人のジェニファー（テイラー・モンセン）の勧めで日記をつけ始める。ことの次第を全て書き終えた彼は、その日記を燃やすのだった。

## キャスト
- ゲイブ・ネヴァンス
- テイラー・モンセン
- ジェイク・ミラー
- ダン・リュー
- ローレン・マッキーニー
- スコット・グリーン

## 発表
2007年5月21日、第60回カンヌ国際映画祭コンペティション部門にて上映された。

## 評価
第60回カンヌ国際映画祭にて60周年記念特別賞を受賞した。